# Bahādorestān
Bahādorestān (persiska: بهادرستان, بهارستان, Bahārestān) är en ort i Iran.   Den ligger i provinsen Markazi, i den centrala delen av landet, 230 km sydväst om huvudstaden Teheran. Bahādorestān ligger 1 962 meter över havet och antalet invånare är 477.
Terrängen runt Bahādorestān är kuperad åt sydväst, men åt nordost är den platt. Runt Bahādorestān är det ganska tätbefolkat, med 120 invånare per kvadratkilometer. Närmaste större samhälle är Yāsbolāgh, 18,0 km nordväst om Bahādorestān. Trakten runt Bahādorestān består i huvudsak av gräsmarker.